# Virginia Slims of Moscow
Il Virginia Slims of Moscow è stato un torneo di tennis che si è giocato sul sintetico indoor. Il torneo faceva parte la categoria 2 nell'ambito del WTA Tour 1989. Si è giocato a Mosca in Russia, dal 9 al 15 ottobre 1989.

## Campionesse

### Singolare
Gretchen Magers ha battuto in finale  Nataša Zvereva con il punteggio di 6–3, 6–4

### Doppio
Larisa Savchenko /  Nataša Zvereva hanno battuto in finale  Nathalie Herreman /  Catherine Suire con il punteggio di 6–3, 6–4